# پوچ (شرکت)
پویگ (انگلیسی: Puig) شرکت کالای لوکس اسپانیایی است، که در زمینهٔ تولید و عرضهٔ انواع پوشاک و لوازم مد، لوازم آرایشی و عطر فعالیت می‌نماید.
شرکت پویگ در سال ۱۹۱۴ توسط آنتونیو پویگ تأسیس شد و هم‌اکنون با در اختیار داشتن ۵ کارخانخ تولیدی، مالک برندهایی چون: کارولینا هررا، پاکو رابان، ژان پل گوتیه، پرادا، ولنتینو، منگو و ماسیمو دوتی می‌باشد. دفتر مرکزی این شرکت در شهر بارسلون، اسپانیا قرار دارد و کلیهٔ سهام آن در اختیار خانواده پویگ می‌باشد.